# Małgorzata Myśliwiec
Małgorzata Anna Myśliwiec (ur. 30 stycznia 1975 w Chorzowie) – polska politolog, doktor habilitowana nauk społecznych w zakresie nauk o polityce, nauczyciel akademicki Uniwersytetu Śląskiego w Katowicach, badaczka współczesnych systemów politycznych, problemów partii regionalnych i etnoregionalnych we współczesnej Europie, a także procesów politycznych na Górnym Śląsku. Od 2019 roku koordynatorka Inicjatywy Uniwersytetów Europejskich Transform4Europe na Uniwersytecie Śląskim. Od 2024 roku dziekanka Wydziału Nauk Społecznych Uniwersytetu Śląskiego. 

## Życiorys
Ukończyła studia na Uniwersytecie Śląskim, w Instytucie Nauk Politycznych i Dziennikarstwa w 1998, doktoryzowała się następnie na swojej macierzystej uczelni na podstawie pracy Decentralizacja i regionalizm w koncepcji politycznej Convergència i Unió w 2002. W 2015 uzyskała stopień doktora habilitowanego na podstawie rozprawy Pozycja partii regionalnych w systemie politycznym współczesnej Hiszpanii obronionej na tej samej uczelni. Jest zatrudniona na Uniwersytecie Śląskim na stanowisku adiunkta. 
Do jej zainteresowań badawczych należą: systemy polityczne państw Unii Europejskiej i Maghrebu (ze szczególnym uwzględnieniem systemu politycznego Hiszpanii i Maroka), procesy decentralizacji i regionalizacji w Europie, teoria narodu i nacjonalizmu, partie regionalne i etnoregionalne w Europie oraz administracja publiczna w państwach europejskich.
W 2017 współtworzyła Śląską Partię Regionalną, z listy której w 2018 bezskutecznie kandydowała do sejmiku województwa śląskiego.
Posługuje się biegle językiem angielskim oraz hiszpańskim. 

## Publikacje książkowe
- Małgorzata Myśliwiec, Katalonia na drodze do niepodległości?, Wyższa Szkoła Ekonomii i Administracji, Bytom 2006.
- Systemy polityczne wybranych państw basenu Morza Śródziemnego, red. K. Krysieniel, M. Myśliwiec, WSB w Poznaniu, Poznań – Chorzów 2011.
- Małgorzata Myśliwiec, Pozycja partii regionalnych w systemie politycznym współczesnej Hiszpanii, Wydawnictwo Uniwersytetu Śląskiego, Katowice 2014.
- Korupcja w administracji, red. M. Myśliwiec, A. Turska-Kawa, Fundacja Akademicka Ipso Ordo, Sławków 2016.
- Tomasz Kubin, Małgorzata Lorencka, Małgorzata Myśliwiec, Wpływ kryzysu gospodarczego na działanie systemu politycznego. Analiza przypadku Grecji, Hiszpanii i Włoch, Wydawnictwo Uniwersytetu Śląskiego, Katowice 2017.
- Tomasz Kubin, Małgorzata Lorencka, Małgorzata Myśliwiec, Impact of the 2008 economic crisis on the functioning of political systems. A case study of Greece, Spain and Italy, Wydawnictwo Uniwersytetu Śląskiego, Katowice 2017.